# USS Mound City
USS Mound City – amerykańska pancerna kanonierka rzeczna typu City (Cairo) floty Unii z okresu wojny secesyjnej. 

## Budowa i opis
USS „Mound City” była jedną z siedmiu kanonierek rzecznych typu City, nazywanego też typem Cairo, zbudowanych w zakładach Jamesa B. Eadsa. Zamówione zostały przez Armię USA w sierpniu 1861, z przeznaczeniem do wspierania wojsk lądowych w operacjach wzdłuż rzeki Missisipi i jej dopływów. 
„Mound City” został zbudowany w stoczni w Mound City nad rzeką Ohio, a wyposażany był w Cairo. Budowę rozpoczęto na przełomie września i października 1861, a okręt wodowano w październiku 1861 i wszedł do służby 16 stycznia. "Mound City" miał identyfikacyjne paski wokół kominów w kolorze pomarańczowym lub gwiazdy na kominach.
Okręt był konstrukcji drewnianej, o napędzie centralnym kołem łopatkowym, ukrytym w tylnej części kazamaty. Część nadwodna była przykryta czworoboczną kazamatą o silnie pochylonych ścianach z grubego drewna (61 cm z przodu i 30 cm z boków i tyłu). Kazamata była częściowo opancerzona płytami żelaznymi grubości 63 mm - na przedniej ścianie oraz pas długości ok. 18,3 m na bokach na śródokręciu, w rejonie kotłowni i maszynowni. Również sterówka była pokryta żelazem grubości 32 mm, na podkładzie drewnianym. 
Z powodu wrażliwości nieopancerzonej przedniej części ścian bocznych na ostrzał, część okrętów miała wzmacnianą osłonę w sposób improwizowany (np. „Cairo” w tym miejscu miał przykręcone zagięte szyny kolejowe). Brak jest informacji o ewentualnym wzmocnieniu pancerza „Mound City”, natomiast wiosną 1864, podczas ekspedycji na Red River, zdjęto z niego opancerzenie w celu odciążenia okrętu i być może już go nie założono z uwagi na brak potrzeb.
Uzbrojenie „Mound City” składało się z 13 dział, umieszczonych w strzelnicach w kazamacie oraz dodatkowo jednego 12-funtowego działa pokładowego. W jego skład wchodziły 3 działa gładkolufowe 8-calowe, 4 działa gwintowane 42-funtowe, 6 dział 32-funtowych i 1 działo 12-funtowe. W 1863 dwa działa 42-funtowe zamieniono na gwintowane 50-funtowe i 30-funtowe. W 1864 pozostałe dwa działa 42-funtowe i 2 działa 32-funtowe zamieniono na 4 gładkolufowe działa 9-calowe (zapewne Dahlgrena). Ponadto, działo 32-funtowe zamieniono na 100-funtowe gwintowane.

## Służba
Podobnie, jak inne jednostki tego typu, „Mound City” wszedł w styczniu 1862 w skład Zachodniej Flotylli Kanonierek Armii USA i aktywnie działał podczas kampanii na Missisipi i jej dopływach, począwszy od działań pod Columbus w stanie Kentucky w lutym 1862. 
Następnie brał udział w atakach na wyspę nr.10 (marzec-kwiecień 1862) i Fort Pillow w Tennessee (kwiecień-maj 1862). Podczas bitwy pod Fortem Pillow z konfederackimi taranowcami Flotylli Obrony Rzeki 10 maja został dwukrotnie staranowany i zatopiony na płytkiej wodzie, po czym został podniesiony i wyremontowany. 
W czerwcu 1862 operował na rzece White River. 17 czerwca został uszkodzony podczas ataku na Fort Charles w Arkansas. W sierpniu operował na Yazoo. 
Od kwietnia do czerwca 1863 „Mound City” operował pod Vicksburgiem i w jego okolicach oraz wspierał atak na Grand Gulf w kwietniu. 
W marcu-kwietniu 1864 „Mound City” wziął udział w nieudanej ekspedycji na Red River.